# تشارلز د. بالمر
تشارلز د. بالمر (بالإنجليزية: Charles D. Palmer)‏ هو عسكري أمريكي، ولد في 20 فبراير 1902 في شيكاغو في الولايات المتحدة، وتوفي في 7 يونيو 1999 في واشنطن العاصمة في الولايات المتحدة.